# OK Go
OK Go摇滚乐队最初在美国伊利诺伊州芝加哥组建，目前在洛杉矶。乐队有Damian Kulash司职主唱和吉它，Tim Nordwind司职(電貝斯 和 和声), (鼓 和 打击乐器) 和 Andy Ross(主音吉它, 键盘和和声), 他在2005年取代了Andy Duncan。OK Go乐队以他们鲜明有特色，並且一鏡到底的音乐视频出名。在2007年，OK Go乐队的视频Here It Goes Again赢得葛萊美獎的最佳短片音乐录音带。

## 音乐历程
OK Go乐队主唱Damian Kulash和贝司手Tim Nordwind11岁时在音特洛澄艺术学院认识。乐队的名字来自于当他们画画时，艺术老师启发他们说「OK...Go!」 在高中，OK Go乐队的前吉他手和键盘手Andy Duncan加入；大学期间，加入乐队。
在2002年，OK Go乐队出第一张专辑OK Go，专辑歌曲Get Over It排在2003年3月16日，英国单曲榜的第21位。
在2004年秋天，OK Go乐队的第二章专辑Oh No在瑞典马尔摩市由Tore Johansson录制。在2005年专辑录制后，Andy Duncan离开乐队，被Andy Ross取代。2005年8月，发行Oh No专辑。
在2008年10月12日，OK Go乐队宣布他们已经完成第三张专辑Of the Blue Colour of the Sky。  
第一单曲WTF?在2010年1月8日发行。OK Go樂隊在與柯南奥布萊恩今夜秀上，表演了Of the Blue Colour of the Sky專輯的歌曲This Too Shall Pass. 亞當·薩多斯基制作了他們這首歌配合著鲁宾·戈德堡装置的音樂視頻。
2014年，OK Go的《I Won't Let You Down》音樂影片在日本千葉長柄町長木驛站購物中心拍攝，並邀請了日本電音組合Perfume客串出演，同時樂隊成員更與2328名舞蹈員一同手持顏色傘子乘坐本田UNI-CUB β電動載具，在空地上跟隨音樂節奏移動，從而排列出由複雜行列組成的像素畫，呈現如LED跑馬燈看板般的效果，獲評意念創新。

## 专辑
- OK Go (音乐专辑)（英语：OK Go (album)） (2002)
- Oh No（英语：Oh No） (2005)
- Of the Blue Colour of the Sky（英语：Of the Blue Colour of the Sky） (2010)
- Hungry Ghosts（英语：Hungry Ghosts (album)） (2014)

## 奖项
- 葛萊美獎:
  - Here It Goes Again（英语：Here It Goes Again）赢得最佳短片音乐录音带(2007)[5]
- YouTube视频奖:
  - Here It Goes Again（英语：Here It Goes Again）获得最佳创意视频(2006)
- MTV音樂錄影帶大獎:
  - I Won't Let You Down（英语：I Won't Let You Down (OK Go song)）獲得最佳編舞音樂錄影帶(2015)

### 提名
- MTV歐洲音樂大獎:
  - 提名: 最佳视频 (2006) for "A Million Ways"[6]
  - 在2009年MTV音乐录影带奖项中，OK Go的Here It Goes Again（英语：Here It Goes Again）提名“最佳音乐录影带奖”